# Little Somerford
Little Somerford – wieś i civil parish w Anglii, w hrabstwie Wiltshire. W 2011 civil parish liczyła 357 mieszkańców.